# Acta Mathematica
Pour les articles homonymes, voir Acta.
Ne doit pas être confondu avec Acta Mathematica Hungarica.
Acta Mathematica (abrégé en Acta Math.) est une revue scientifique à comité de lecture fondée par le mathématicien suédois Gösta Mittag-Leffler en 1882. Ce trimestriel publie des articles de recherches concernant les mathématiques. Il est publié conjointement par l'institut Mittag-Leffler — un institut de recherche en mathématiques de l'Académie royale des sciences de Suède — et par International Press of Boston. Sa version électronique est disponible en accès ouvert et le journal ne demande pas de frais de publication.
D'après le Journal Citation Reports, le facteur d'impact de ce journal était de 2,619 en 2009. Actuellement, le directeur de publication est Ari Laptev (Institut Mittag-Leffler).